# Safia thermochroa
Safia thermochroa là một loài bướm đêm trong họ Noctuidae.